# سكوتس هيل (تينيسي)
سكوتس هيل (بالإنجليزية: Scotts Hill, Tennessee)‏ هي بلدة تقع بولاية تينيسي في الولايات المتحدة. تبلغ مساحتها 6.5 (كم²)، وترتفع عن سطح البحر 158 م، بلغ عدد سكانها 984 نسمة في عام 2010 حسب إحصاء مكتب تعداد الولايات المتحدة وتصل الكثافة السكانية فيها 138.2 نسمة/كم2.

## التركيبة السكانية
حدّد مكتب تعداد الولايات المتحدة بيانات التركيبة السكانية لسكوتس هيل في تعداد الولايات المتحدة. في ما يلي، التركيبة السكانية حسب تعدادي 2000 و2010.

### تعداد عام 2000
بلغ عدد سكان سكوتس هيل 894 نسمة بحسب تعداد عام 2000، وبلغ عدد الأسر 376 أسرة وعدد العائلات 268 عائلة مقيمة في البلدة. في حين سجلت الكثافة السكانية 91.9 نسمة لكل كيلومتر مربع (238.0/ميل2). وبلغ عدد الوحدات السكنية 439 وحدة بمتوسط كثافة قدره 45.1 لكل كيلومتر مربع (116.8/ميل2).
وتوزع التركيب العرقي للبلدة بنسبة 99.22% من البيض و0.11% من الأمريكيين الأصليين و0.34% من الأعراق الأخرى و0.34% من عرقين مختلطين أو أكثر و1.01% من الهسبانيون أو اللاتينيون من أي عرق.
بلغ عدد الأسر 376 أسرة كانت نسبة 36.2% منها لديها أطفال تحت سن الثامنة عشر تعيش معهم، وبلغت نسبة الأزواج القاطنين مع بعضهم البعض 56.1% من أصل المجموع الكلي للأسر، ونسبة 11.2% من الأسر كان لديها معيلات من الإناث دون وجود شريك،  بينما كانت نسبة 4% من الأسر لديها معيلون من الذكور دون وجود شريكة وكانت نسبة 28.7% من غير العائلات. تألفت نسبة 27.1% من أصل جميع الأسر من عدة أفراد يعيشون في نفس المنزل ونسبة 16.8% كانت تتألف من شخص يعيش بمفرده يبلغ من العمر 65 عاماً أو أكثر. وبلغ متوسط حجم الأسرة المعيشية 2.36، أما متوسط حجم العائلات فبلغ 2.81.
بلغ العمر الوسطي للسكان 39.4 عاماً. وكانت نسبة 24.6% من القاطنين تحت سن الثامنة عشر، وكانت نسبة 6.9% بين الثامنة عشر والرابعة والعشرين عاماً، ونسبة 26% كانت واقعةً في الفئة العمرية ما بين الخامسة والعشرين والرابعة والأربعين عاماً، ونسبة 25.2% كانت ما بين الخامسة والأربعين والرابعة والستين، ونسبة 16.7% كانت ضمن فئة الخامسة والستين عاماً فما فوق. يوجد لكل 100 أنثى 86.6 ذكر، ويوجد لكل 100 أنثى في الثامنة عشر من عمرها فما فوق 89.2 ذكر.
بلغ متوسط دخل الأسرة في البلدة 28,750 دولارًا، أما متوسط دخل العائلة فبلغ 36,125 دولارًا. وكان متوسط دخل الذكور 25,625 دولارًا مقابل 21,111 دولارًا للإناث. وسجل دخل الفرد الخاص بالبلدة 19,141 دولارًا. وكانت نسبة 13.1% من العائلات ونسبة 18.2% من السكان تحت خط الفقر، وكان من هؤلاء نسبة 26.6% تحت سن الثامنة عشر ونسبة 21.7% في الخامسة والستين من العمر وما فوق.

### تعداد عام 2010
بلغ عدد سكان سكوتس هيل 984 نسمة بحسب تعداد عام 2010، وبلغ عدد الأسر 393 أسرة وعدد العائلات 288 عائلة مقيمة في البلدة. في حين سجلت الكثافة السكانية 101.1 نسمة لكل كيلومتر مربع (261.8/ميل2). وبلغ عدد الوحدات السكنية 452 وحدة بمتوسط كثافة قدره 46.5 لكل كيلومتر مربع (120.4/ميل2).
وتوزع التركيب العرقي للبلدة بنسبة 98.07% من البيض و0.30% من الأمريكيين ذوي الأصول الآسيوية و0.10% من سكان جزر المحيط الهادئ و0.41% من الأعراق الأخرى و1.12% من عرقين مختلطين أو أكثر و1.63% من الهسبانيون أو اللاتينيون من أي عرق.
بلغ عدد الأسر 393 أسرة كانت نسبة 35.1% منها لديها أطفال تحت سن الثامنة عشر تعيش معهم، وبلغت نسبة الأزواج القاطنين مع بعضهم البعض 51.9% من أصل المجموع الكلي للأسر، ونسبة 16.8% من الأسر كان لديها معيلات من الإناث دون وجود شريك،  بينما كانت نسبة 4.6% من الأسر لديها معيلون من الذكور دون وجود شريكة وكانت نسبة 26.7% من غير العائلات. تألفت نسبة 23.7% من أصل جميع الأسر من عدة أفراد يعيشون في نفس المنزل ونسبة 11.5% كانت تتألف من شخص يعيش بمفرده يبلغ من العمر 65 عاماً أو أكثر. وبلغ متوسط حجم الأسرة المعيشية 2.49، أما متوسط حجم العائلات فبلغ 2.92.
بلغ العمر الوسطي للسكان 40.7 عاماً. وكانت نسبة 24.3% من القاطنين تحت سن الثامنة عشر، وكانت نسبة 6.4% بين الثامنة عشر والرابعة والعشرين عاماً، ونسبة 24.8% كانت واقعةً في الفئة العمرية ما بين الخامسة والعشرين والرابعة والأربعين عاماً، ونسبة 27.7% كانت ما بين الخامسة والأربعين والرابعة والستين، ونسبة 16.8% كانت ضمن فئة الخامسة والستين عاماً فما فوق. وتوزع التركيب الجنسي للسكان بنسبة 45.8% ذكور و54.2% إناث.

## أعلام
- جيمس دالي تود

## وصلات خارجية
- The US50 - Cities and Towns in Tennessee State
- Tennessee Cities and Towns, Facts, Map, Flag, Colleges, Government, and More